# Rivière Vizien
La rivière Vizien est un affluent de la rive nord de la rivière aux Feuilles dont les eaux coulent vers l'est et se jettent dans le lac aux Feuilles, lequel se connecte par un détroit au littoral ouest de la baie d'Ungava. La rivière Vizien coule dans le territoire non organisé de Rivière-Koksoak, dans la région du Nunavik, dans la région administrative du Nord-du-Québec, au Québec, au Canada.

## Géographie
Les bassins versants voisins de la rivière Vizien sont :
- côté nord : lac Bisson, lac Barrie, lac Sabine, lac La Potherie, lac La Chevrotière ;
- côté est : rivière aux Feuilles, lac Montmollin ;
- côté sud : rivière aux Feuilles ;
- côté ouest : rivière La Goudalie, lac Maguire, lac Dune.

Le bassin versant de la rivière Vizien comporte deux branches principales :
- celle de l'ouest : drainant un ensemble de plans d'eau dont : lac Bisson(altitude : 230 m), lac Dune (altitude : 218 m), lac Maguire (181 m). À partir de l'embouchure de ce dernier lac, le courant coule sur 39,4 km vers l'est, puis sud-est, jusqu'à la confluence des deux branches principales de la rivière Vizien ;
- celle de l'est : drainant un ensemble de plans d'eau, qui se subdivisent en deux sous-embranchements, notamment :
  - la décharge du lac Barrie (altitude : 237 m) et du lac Montmollin (altitude : 246 m) ;
  - la décharge du lac Rochefort (altitude 234 m), du lac Marcouard (altitude : 180 m) et du lac Allatuurusiup (altitude : 161 m). Les plus hauts de montagnes sont situés à 268 m. À partir de l'embouchure de ce dernier lac, le courant de cette branche principale coule sur 7,8 km vers le sud-ouest, jusqu'à la confluence (altitude : 129 m) des deux branches principales de la rivière Vizien.

À partir de la confluence de ces deux branches principales, la rivière Vizien serpente sur 17,1 km vers le sud-est, en recueillant les eaux du lac Seindac (venant de l'ouest) jusqu'à la rive nord de la rivière aux Feuilles.

## Toponymie
Les Inuits désignent la rivière Vizier sous deux appellations :
- "Allatuummarik", signifiant « la vraie où il y a beaucoup d'Indiens »[1] ;
- "Allatuut Kuunga" signifiant « rivière de l'endroit où il y a beaucoup de Cris ».

Le toponyme rivière Vizien a été officialisé le 5 décembre 1968 à la Commission de toponymie du Québec.